# インド共産党毛沢東主義派
インド共産党毛沢東主義派（インドきょうさんとうもうたくとうしゅぎは、Communist Party of India (Maoist))とは、インドの極左武装組織である。インド毛派とも呼ばれている。

## 概要
1960年代の西ベンガル州ナクサルバーリー地方での小作争議から生じたナクサライトの代表格であり、2004年にインド毛沢東主義派共産主義者センターと共産党マルクス・レーニン主義派・人民闘争グループが合流して結成され、2000年代に猛威を振るい、2006年にインドの首相マンモハン・シンはインド毛派をはじめとするナクサライトを「インド国内で安全保障上最大の脅威」と述べ、2013年にインド政府はインド国内の76の地域がインド毛派をはじめとするナクサライトのテロを受けており、106の地域が思想的な影響下にあるとしていた。
伝統的なヒンドゥー教のもたらしたカースト制度とグローバリゼーションの市場原理主義による格差社会を階級闘争と人民戦争で打倒して政府から権力を奪取すべきと主張し、歴代政権が経済発展を優先して貧困と格差やカースト制の問題を放置した不満から農民や低カースト層の間で勢力を拡大させ、特に赤い回廊と呼ばれている貧富の差が激しい最貧地域で積極的に活動を行った。また、都市部でナクサライトを支持する「アーバン・ナクサル」の存在はインドで議論を呼んだ。
2011年11月、最高指導者の一人のマロジュラ・コテシュワル・ラオ（別名、キシェンジ）が西ベンガルで治安部隊との交戦で殺害され、翌2012年7月には西ベンガルで組織の再編成に当たっていた最高幹部の一人でインド工科大学の元学生であるアルナブ・ダム（別名、ビクラム）も治安部隊に逮捕され、組織は打撃を受けるもその後もテロ活動が続くなど壊滅には至らなかった。
2025年5月、インド政府治安部隊はテランガーナ州、チャッティースガル州境で掃討作戦を実施、31人を殺害したと発表。
合法的な政権獲得と議会進出に転換したネパール共産党毛沢東主義派とはかつて協力関係にあった。

## テロ活動

### 西ベンガル州鉄道脱線事故
2010年5月28日、西ベンガル州で走行中のコルカタ発・ムンバイ行きの特急列車13両が脱線し、そのうち4両が走行中の貨物列車に衝突し、148人が死亡。同党によりレールの部品が取り外されたものとされている。

### マルチ・スズキ暴動事件への関与疑惑
2012年7月18日、インド北部のハリヤーナー州カサン村にあるスズキのインド法人マルチ・スズキのマネサール工場で暴動が発生。同社の幹部1人が死亡、日本人12人を含む約100人が負傷した。7月23日付の有力紙「ヒンズー」などは、インド内務省が同社労働組合幹部と同党との関係を調べるよう指示したと報じた。警察は労働組合幹部100人を拘束して取り調べたが、村の長老の一人は「村に左派はいない」と同党の介入を否定。周辺地区との工場の誘致合戦が原因ではないかとした。日本の新左翼過激派・革命的共産主義者同盟全国委員会（中核派）の機関紙『前進』は7月19日付け速報で、暴動の内容を「ストライキ」として詳細に報道。同社の高圧的対応が労働組合の争議を過激化させたとした。

### チャッティースガル州でのテロ
2013年5月25日、インド中部のチャッティースガル州を移動中の国会議員団がおよそ300人の毛沢東派武装集団に襲撃され、関係者27名が死亡した。
2014年3月11日、チャッティースガル州スクマ地区の治安部隊が毛沢東派の集団に襲撃され、州警察によると警察官20人が死亡した。
2021年4月4日、ビジャープルで警察部隊を襲撃、銃撃戦となった。警察側の隊員22人が死亡、30人が負傷。毛沢東主義派側の被害は不明。